# ボーイング737型機の事件・事故一覧
ボーイング737型機の事件・事故一覧は、アメリカのボーイング社が製造したボーイング737型機の関わった航空事故や事件及びインシデントを一覧にしたものである。本記事では-100/-200型機、-300/-400/-500型機、-600/-700/-800/-900型機、MAX7/MAX8/MAX9ごとに記載する。

## 概略
ボーイング737は、1968年2月から運用され続けている旅客機で、最も売れ続けている商用ジェット機である。2018年3月時点で、10,000機以上が生産された。
アビエーション・セーフティー・ネットワークによれば、ボーイング737では222機が全損に至っている。そのうち203件が事故によるものであり、合計で4,796人が死亡している。テロ行為などによるものは8件であり、525人が死亡している。その他、ハイジャックは115件報告されており、326人が死亡している。ボーイング737で発生した初めての全損事故は1970年7月19日に起きたユナイテッド航空611便の事故で、初の死亡事故は1972年12月8日に起きたユナイテッド航空553便墜落事故（死者45人）である。2019年5月時点で、最悪の死者数を出したのは2018年10月29日に発生したライオン・エア610便墜落事故（死者189人）である。最新の事故は2024年12月29日に発生したチェジュ航空2216便事故（死者179人）である。また、ボーイング737では機体の欠陥による事故が数件発生している。初期に生産された機体では特定の条件下において、方向舵が制御不能に陥るという現象が起き、少なくとも3機が制御不能に陥った。そのうち、ユナイテッド航空585便とUSエアー427便が墜落し、イーストウインド航空517便が緊急着陸した。

その他、シリーズ最新鋭機であるボーイング737MAXでも設計上の問題による事故が発生している。2018年に発生したライオン・エア610便墜落事故と2019年に発生したエチオピア航空302便墜落事故で、737MAXに搭載された操縦特性補助システムが事故を誘発したとされている。これに伴い、2019年3月、737MAXシリーズは全世界で飛行停止処分になった。2020年12月には、米国で運行が再開され、その他の国も段階的に運行を再開した。

## -100/-200型機

### 1970年代

#### 1970年
- 1970年7月19日 - ユナイテッド航空611便（B737-222/N9005U）がフィラデルフィア国際空港からの離陸時に、大きな音が聞こえ右に逸れ始めたために機長が離陸中止を決断。しかし、機体がV2速度を越え、50フィートほど上昇していたため、滑走路09上で停止できず1,634フィートほどをオーバーランし停止した。乗員乗客61人は全員無事だった[14]。

#### 1972年
- 1972年7月5日 - パシフィック・サウスウエスト航空710便（英語版）（B737-200）を、2人の男がハイジャックし、80万ドルとソ連への亡命を要求した。最終的に、ハイジャック犯2人と乗客1人が死亡した[15]。

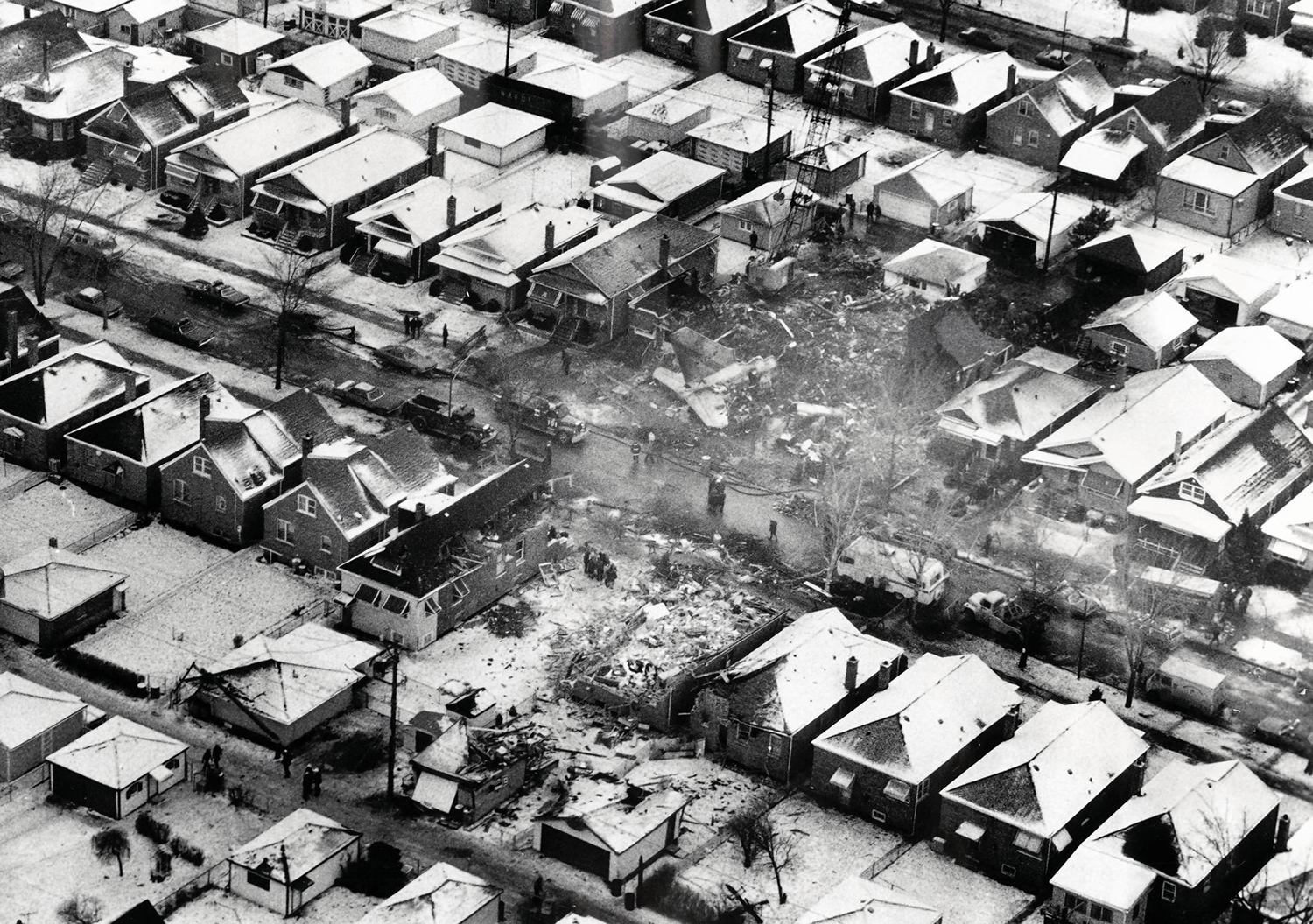
ユナイテッド航空553便の墜落現場

- 1972年12月8日 - ユナイテッド航空553便（英語版）（B737-222/N9031U）が、シカゴ・ミッドウェー国際空港への着陸進入中に失速して墜落した。乗員乗客61人中43人と地上の2人の計45人が死亡した。737型機で発生した初めての航空事故[16]。

#### 1973年
- 1973年5月31日 - インディアン航空440便（英語版）（B737-2A8/VT-EAM）が、インドのパラム国際空港への着陸進入中に墜落した。乗員乗客65人中48人が死亡した[17]

- 1973年12月17日 - ルフトハンザ航空303便（英語版）737-100（B737-130/D-ABEY）が、フィウミチーノ空港での襲撃事件で5人の男にハイジャックされ、クウェートまで飛行した。乗員乗客14人中2人が死亡した[註 1][18][19]。

#### 1975年
- 1975年3月31日 - ウェスタン航空470便（B737-247/N4527W）がキャスパー-ナトロナ・カウンティ国際空港（英語版）へ着陸した際に、滑走路を800フィートほどオーバーランし停止した。乗員乗客99人中4人が怪我を負った[20]。

#### 1977年
- 1977年10月13日 - ルフトハンザ航空181便（B737-230C/D-ABCE）が、パレスチナ人ゲリラ男女4人にハイジャックされ、モガデイッシュ国際空港まで飛行した。乗員乗客95人中ハイジャック犯3人と機長が死亡した[21]。

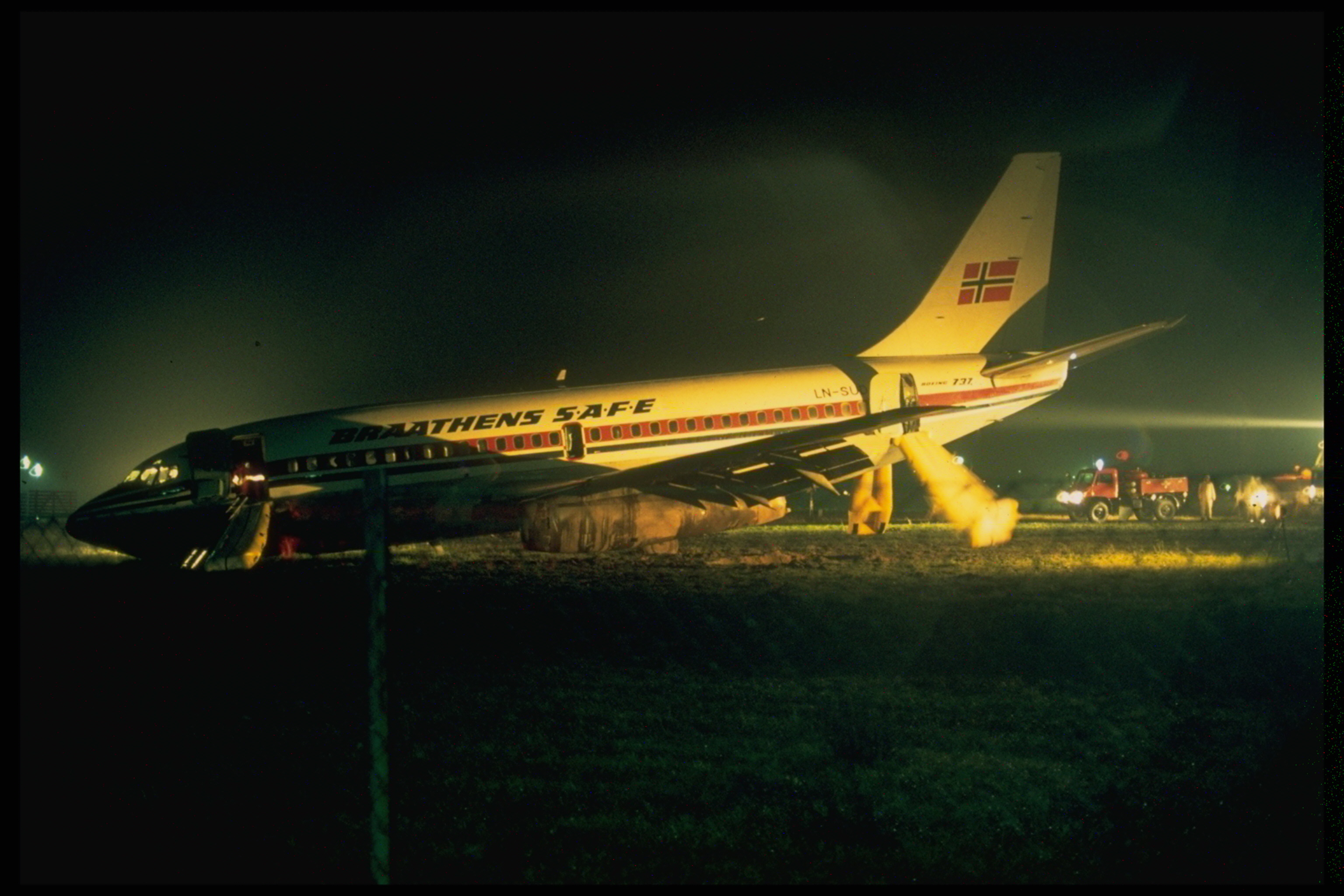
オーバーランしたブラーテンズSAFE機

- 1977年10月31日 - ブラーテンズSAFE（英語版）機（B737-205/LN-SUD）が、クリスチャンサン空港（英語版）への着陸時に滑走路をオーバーランし、ノーズギアが破損した。乗員乗客49人は全員無事だった[22]。

- 1977年12月4日 - マレーシア航空653便（B737-2H6/9M-MBD） が何者かにハイジャックされ、フゴイド運動に陥った後に墜落した。乗員乗客100人全員が死亡した[註 2][23][24]。

#### 1978年
- 1978年2月11日 - パシフィック・ウエスタン航空314便（B737-275/C-FPWC）が、クランブルック/カナディアン・ロッキーズ国際空港（英語版）で、除雪車を避けるため、着陸復航を行っていた際にエンジン1基が逆推力状態になり墜落した。乗員乗客49人中42人が死亡した[25][26]。

- 1978年12月17日 - インディアン航空機（B737-2A8/VT-EAL）が、ラジーヴ・ガンディー国際空港からの離陸時に滑走路をオーバーランした。乗員乗客123人中1人と地上の3人が死亡した[27]。

#### 1979年
- 1979年4月26日 - インディアン航空機（B737-2A8/VT-ECR）が、飛行中に前方トイレで爆弾が爆発。緊急着陸を行い、乗員乗客67人は全員無事だった[28]。

### 1980年代

#### 1980年
- 1980年11月4日 - TAAGアンゴラ航空444便（B737-2M2C/D2-TAA）が、ベンゲラ空港（英語版）への着陸時に滑走路の4メートル手前に接地し、着陸装置が壊れ900メートル程滑り、右翼で火災が発生した。乗員乗客134人は全員無事だった[29][30]。

#### 1981年
- 1981年5月2日 - エアリンガス164便（英語版）（B737-248C/EI-ASD）が、ロンドン・ヒースロー空港への着陸進入中に、オーストラリア人男性にハイジャックされ、ル・テュケ＝オパール海岸空港（英語版）まで飛行させられた。8時間後に、フランス特殊部隊が突入し、ハイジャック犯を逮捕した。乗員乗客113人は全員無事だった[31][32][33][34][35][36]。

- 1981年8月22日 - 遠東航空103便（B737-222/B-2603）が、台北松山空港から離陸した14分後に、空中分解し墜落。乗員乗客110人全員が死亡した[37][38]。

#### 1982年
- 1982年1月13日 - エア・フロリダ90便（B737-222/N62AF）が、ワシントン国際空港からの離陸直後に失速し、ポトマック川の橋に衝突しながら川へ墜落した。乗員乗客79人中74人と地上の4人の計78人が死亡した[39][40]。

- 1982年5月25日 - VASP234便（B737-2A1/PP-SMY）が、プレジデント・ジュセリノ・クビシェッキ国際空港への着陸時に、ハードランディングし着陸装置が破損、機体が2つに分断した。乗員乗客118人中2人が死亡した[41]。

- 1982年8月26日 - 南西航空611便（B737-2Q3/JA8444）が、石垣空港への着陸時にオーバーランし、雑木林で停止。避難後に火災が発生した。乗員乗客138人中48人が怪我を負った[42]。

#### 1983年
- 1983年2月22日 - VASP訓練機（B737-2A1C/PP-SNC）が、エドワルド・ゴメス国際空港での離陸訓練中に墜落した。乗員2人は全員死亡した[43]。

- 1983年5月27日 - LAMモザンビーク航空機（B737-2B1/C9-BAB）が、ケリマネ空港（英語版）への着陸時に失速し、滑走路の400m手前に墜落し、機体が破損した。乗員乗客110人は全員無事だった[44]。

- 1983年7月11日 - TAME航空国内定期便（B737-2V2/HC-BIG）が、マリスカル・ラマー国際空港（英語版）への着陸進入中に、滑走路から1.5マイル手前の丘に墜落。乗員乗客119人全員が死亡した。エクアドル史上最悪の航空事故[45][46][47][48]。

- 1983年9月23日 - ガルフ・エア771便（B737-2P6/A40-BK）が、アブダビ国際空港への着陸進入中に、貨物室で爆弾が爆発し、ジュベル・アリ付近の砂漠に墜落。乗員乗客112人全員が死亡した[49][50][51]。

- 1983年11月8日 - TAAGアンゴラ航空462便（B737-2M2/D2-TBN）が、ルバンゴ空港（英語版）からの離陸直後に墜落。ゲリラが462便を撃墜したと声明を出したが、アンゴラ当局は機械的故障が原因だとした。乗員乗客130人全員が死亡した[52][53]。

#### 1984年
- 1984年2月9日 - TAAGアンゴラ航空機（B737-2M2/D2-TBV）が、8,000フィート付近を上昇中に、後部で爆発がありノバ・リスボア空港へ引き返した。油圧管が損傷し、フラップが出せなかったため、機体はオーバーランした。乗員乗客142人は全員が無事だった[54]。

- 1984年3月22日 -パシフィック・ウエスタン航空501便（B737-275/C-GQPW）が、カルガリー国際空港からの離陸滑走中に、エンジンが破裂。パイロットは機体を停止させ、緊急脱出を行った。乗員乗客119人中27人が怪我を負った[55]。

- 1984年8月30日 - カメルーン航空786便（英語版）（B737-2H7C/TJ-CBD）[註 3]が、ドゥアラ国際空港でのタキシング中にエンジンから出火。すぐに緊急避難を開始したが機体は全焼。乗員乗客116人中2人が死亡した[56]。

#### 1985年
- 1985年4月15日 - タイ国際航空機（B737-2P5/HS-TBB）が、プーケット国際空港への着陸進入中に両エンジンを失い、空港から18km地点の山に激突した。乗員乗客11人全員が死亡した[57]。

- 1985年6月21日 - ブラーテンズSAFE 139便（英語版）（B737-205/LN-SUG）が、トロンハイム空港（英語版）からの離陸後にハイジャックされ、機体はフォルネブに着陸。ハイジャック犯は後に逮捕された。乗員乗客121人は全員無事だった[58]。

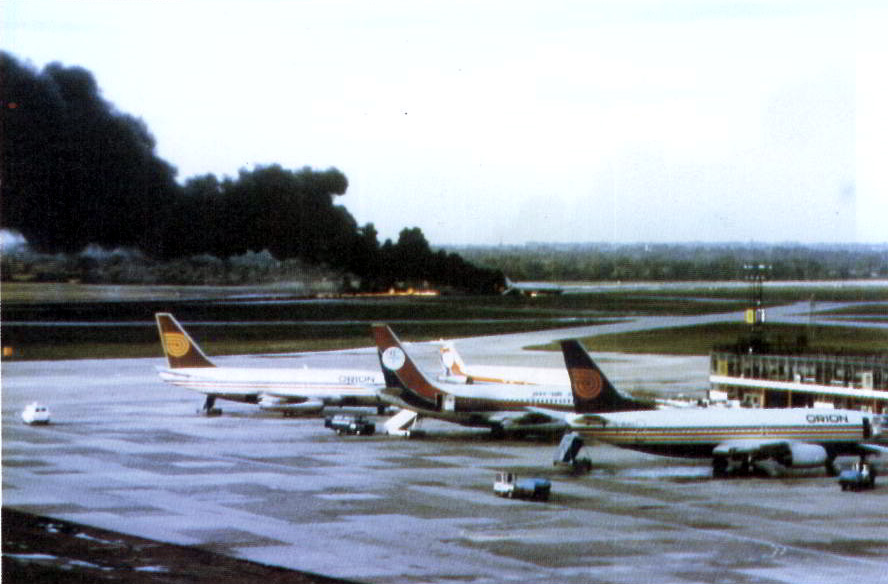
誘導路上で炎上するブリティッシュ・エアツアーズ28M便

- 1985年8月22日 -ブリティッシュ・エアツアーズ28M便（B737-236/G-BGJL）が、マンチェスター国際空港での離陸滑走中に左エンジンが破裂し出火した。パイロットは誘導路で機体を停止させ、緊急脱出を行った。乗員乗客137人中55人が死亡した[59]。

- 1985年11月23日 -エジプト航空648便（B737-266/SU-AYH）が、飛行中にハイジャックされた。機体がマルタ国際空港へ着陸した後、エジプトの特殊部隊が強行突入し銃撃戦となった。乗員乗客95人中60人が死亡した[60]。

#### 1986年
- 1986年1月28日 - VASP210便（B737-2A1/PP-SME）が、グアルーリョス国際空港からの出発時に、誤って誘導路で滑走を開始。パイロットは離陸を中断しようとしたが機体はオーバーラン。乗員乗客72人中1人が死亡した[61]。

- 1986年2月16日 - 中華航空2265便（B737-281/B-1870）が、馬公空港への進入中に、着陸装置の問題で復航していたところ海面に墜落。乗員乗客13人全員が死亡した[62]。

- 1986年10月15日 - イラン航空機（B737-286/EP-IRG）が、シーラーズ国際空港でイラク機から攻撃を受けた。乗客3人が死亡した[註 4][63]。

- 1986年12月25日 - イラク航空163便（B737-270C/YI-AGJ）がハイジャックされ、ハイジャック犯が手榴弾を爆発させたため、緊急着陸を試みたものの、制御不能に陥りサウジアラビアの砂漠に墜落した。乗員乗客106人中63人が死亡した[64]。

#### 1987年
- 1987年8月4日 - LAN チリ航空機（B737-2A1/CC-CHJ）が、カラマ・エル・ロア空港（英語版）への着陸時に、滑走路手前に接地して主脚が破損し、機体が分解した。乗員乗客33人中1人が死亡した[65]。

- 1987年8月31日 -タイ航空365便（B737-2P5/HS-TBC）が[註 5]、ハートヤイ国際空港への着陸進入時に前方を飛ぶ他機に気を取られ、対気速度が最小速度を下回り失速し墜落。乗員乗客83人全員が死亡した[66]。

#### 1988年
- 1988年1月2日 - コンドル航空3782便（B737-230/D-ABHD）が、シュトゥットガルト空港への着陸進入時に、誤ったサイドビームをたどり、空港付近の丘に激突。乗員乗客16人全員が死亡した[67]。

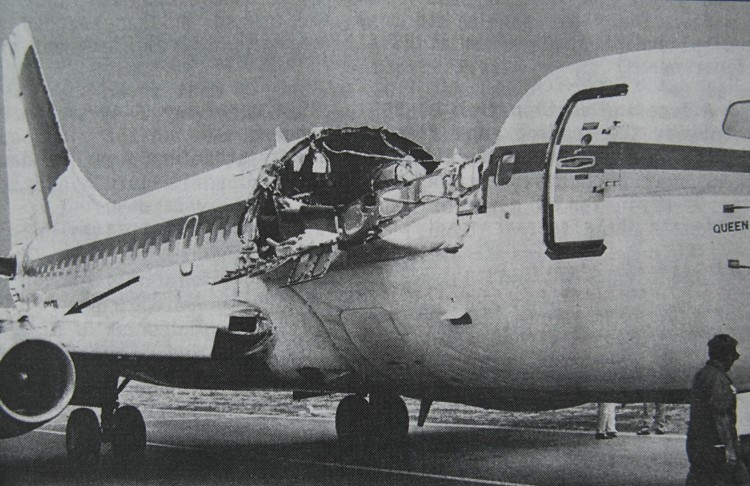
緊急着陸を行ったアロハ航空243便

- 1988年4月28日 - アロハ航空243便（B737-297/N73711）が、飛行中に金属疲労により胴体及び天井が吹き飛んだ。パイロットはカフルイ空港へ緊急着陸を行い、乗員乗客95人中1人が死亡した[68]。

- 1988年5月30日 - 全日空訓練機（B737-281Adv/JA8455）が、下地島空港でエンジン1基での離陸訓練を行っていた際に滑走路を逸脱した。乗員3人は全員無事だった[69]。

- 1988年9月15日 - エチオピア航空604便（B737-260/ET-AJA）が、バハル・ダール空港（英語版）での離陸滑走中にバードストライクを起こした。パイロットはそのまま離陸させたが、両エンジンが停止したため、空港付近の空き地に不時着した。乗員乗客104人中35人が死亡した[70]。

- 1988年9月26日 - アルゼンチン航空648便（B737-278/LV-LIU）が、ウシュアイア国際空港への着陸時にオーバーランし、機体は水深2mの浅瀬で大破した。乗員乗客62人は全員無事だった[71]。

- 1988年10月19日 - インディアン航空113便（B737-2A8/VT-EAH）が、アフマダーバード空港への最終進入中に滑走路から2.5km手前の地点に墜落した。乗員乗客135人中133人が死亡した[72]。

#### 1989年
- 1989年2月9日 - LAMモザンビーク航空機（B737-2B1/C9-BAD）が、リシンガ空港（英語版）への着陸時にオーバーランし、エンジン1基が脱落した。乗員乗客108人は全員無事だった[73][74]。

- 1989年9月3日 - ヴァリグ・ブラジル航空254便（B737-241/PP-VMK）が、マラバ空港（英語版）からの離陸後、誤った経路を飛行し燃料切れに陥った。パイロットはジャングルへ機体を不時着させた。機体は不時着から44時間後に発見され、生存者は救助された。乗員乗客54人中13人が死亡した[75][76]。

- 1989年10月26日 - 中華航空204便（B737-209/B-180）が、台湾桃園国際空港からの離陸直後に誤った上昇経路を飛行したため山に激突した。乗員乗客54人全員が死亡した[77]。

### 1990年代

#### 1990年
- 1990年10月2日 - 厦門航空8301便（B737-247/B-2510）が、飛行中にハイジャックされた。犯人は台湾行きを要求したものの燃料切れに陥り、機長は広州白雲国際空港への着陸を試みたが、揉み合いとなり着陸に失敗した。機体は中国西南航空2402便（B707-3J6B/B-2402）のコックピットと衝突、続けて中国南方航空のB757-21B（B-2812）の左翼と胴体後部と衝突した。最終的に3機の乗員乗客225人中128人が死亡した[78][79][80]。

#### 1991年
- 1991年3月3日 - ユナイテッド航空585便（B737-291/N999UA）が、コロラドスプリングス空港への着陸進入中に右方向に大きく傾き、制御不能に陥り墜落した。当初は原因不明とされたが、後に起きた墜落事故と急傾斜事故により方向舵の誤作動だと判明。乗員乗客25人全員が死亡した[81]。

- 1991年8月16日 - インディアン航空257便（B737-2A8Adv/VT-EFL）が、インパール空港への着陸進入中に丘陵地帯に墜落した。乗員乗客69人全員が死亡した[82]。

#### 1992年
- 1992年6月6日 - コパ航空201便（B737-204Adv/HP-1205CMP）が、飛行中に姿勢指示器が故障した。パイロットは誤った情報を元に機体を立て直そうとしたものの、急降下し空中分解して墜落した。乗員乗客47人全員が死亡した[83][84]。

- 1992年6月22日 - VASP貨物便（B737-2A1C/PP-SND）が、クルゼイロ・ド・スール国際空港（英語版）へ着陸進入中に、貨物室の警報が作動した。パイロットは警報に気を取られ、滑走路手前のジャングルに墜落。乗員乗客3人全員が死亡した[85]。

#### 1993年
- 1993年4月26日 - インディアン航空491便（英語版）（B737-2A8/VT-ECQ）が、アウランガーバード空港からの離陸時にトラックなどを巻き込みながら墜落した。乗員乗客118人中55人が死亡した[86]。

#### 1994年
- 1994年3月8日 - サハラ航空訓練機（B737-2R4C/VT-SIA）が、インディラ・ガンディー国際空港での訓練飛行中に墜落し、炎上。アエロフロートのイリューシン Il-86にも延焼し、サハラ航空機の4人を含む9人が死亡した[87]。

- 1994年12月21日 - アルジェリア航空702P便（英語版）（B737-2D6C/7T-VEE）が、バギントン空港（英語版）への着陸進入中に、滑走路から1.8km手前にある送電線に接触した。左翼と左エンジンが脱落し、機体は左に回転しながら森林地帯に墜落。乗員5人全員が死亡した[88]。

#### 1995年
- 1995年8月9日 - アビアテカ901便（B737-2H6/N125GU）が、エルサルバドル国際空港への着陸進入中に、通常よりも低高度を飛行しサンビセンテ火山に激突した。乗員乗客65人全員が死亡した[89]。

- 1995年11月13日 - ナイジェリア航空357便（B737-2H6/N125GU）が、カドゥナ空港への着陸時に、滑走路を逸脱し右翼が滑走路に接触した。そのため燃料タンクから出火し機体は全焼。乗員乗客149人中11人が死亡した[90]。

- 1995年12月3日 - カメルーン航空3701便（英語版）（B737-2K9/TJ-CBE）が、ドゥアラ国際空港への着陸進入中に、第1エンジンが低出力状態となった。一方の第2エンジンは高出力状態だったため、機体は左に急旋回し墜落。乗員乗客76人中71人が死亡した[91][92]。

#### 1996年
- 1996年12月3日 - フォーセット航空251便（B737-222/OB-1451）が、コロネル FAP カルロス・サンタ・ロサ国際空港（英語版）への着陸進入中に、空港の標高以下まで降下し、丘の中腹に激突した。乗員乗客123人全員が死亡した[93]。

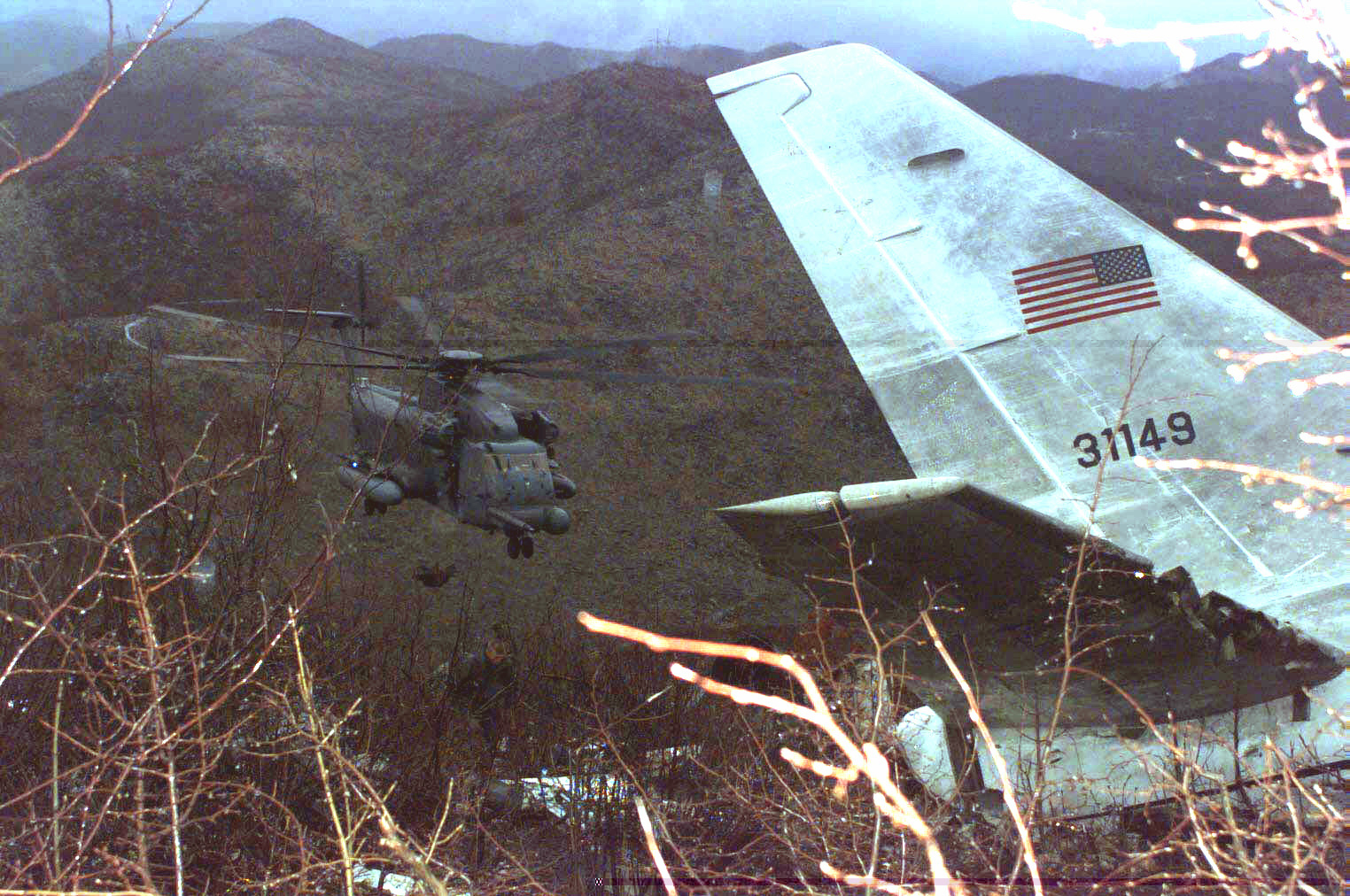
墜落したIFO-21便

- 1996年4月3日 - アメリカ空軍IFO-21便（B CT-43/73-1149）が、ドゥブロヴニク空港（英語版）への着陸進入中に、空港から2.6km離れた山に墜落。乗員乗客35人全員が死亡した[94][95][96]。

- 1996年6月9日 - イーストウインド航空517便（B737-2H5/N221US）が、リッチモンド国際空港へ進入を行っていた際に機体が突然右に傾斜した。パイロットはなんとか制御を取り戻し、機体を着陸させた。乗員乗客53人に死者は無かったが、1人が負傷した[97][98]。

#### 1997年
- 1997年2月14日 - ヴァリグ・ブラジル航空265便（B737-2C3/PP-CJO）が、キャラジャス空港（英語版）への着陸時に、右の着陸装置が壊れ滑走路を右へ逸脱した。機体は木々に衝突し停止した。乗員乗客52人中1人が死亡した[99]。

#### 1998年
- 1998年5月5日 - オキシデンタル・ペトロリアム チャーター機（B737-282Adv/FAP-351）が、アルフェレス・FAP・アルフレド・ウラジーミル・サラ・バウアー空港（英語版）への着陸進入中に、3マイル手前の山に墜落した。乗員乗客88人中75人が死亡した[100]。

#### 1999年
- 1999年5月10日 - メキシコ空軍機（B737-247/B-12001）が、ロマボニータ空軍基地での訓練飛行中に滑走路をオーバーランした。乗員6人は全員無事だった[101]。
- 1999年8月31日 - LAPA 3142便（B737-204C/LV-WRZ）が、ホルヘ・ニューベリー空港からの離陸時に誤ってフラップを出さずに離陸しようとし、滑走路をオーバーランした。乗員乗客100人中63人と地上の2人の計65人が死亡した[102]。

### 2000年代

#### 2000年
- 2000年4月19日 - エア・フィリピン541便（B737-2H4/RP-C3010）が、ダバオ国際空港への着陸進入中に滑走路手前のココナッツ農園に墜落した。乗員乗客131人全員が死亡した[103][104]。

#### 2002年
- 2002年12月26日 - TAAG アンゴラ航空機（B737-2M2/D2-TBD）が、飛行中にセスナ404（英語版）と空中衝突した。両機とも損傷を負ったが幸い墜落には至らず、両機の乗員乗客47人は全員無事だった[105][106]。

#### 2003年
- 2003年3月6日 - アルジェリア航空6289便（B737-2T4/7T-VEZ）が、タマンラセット空港（英語版）から離陸する際に左エンジンが故障した。パイロットは離陸を継続したが、機体は失速し墜落した。乗員乗客103人中102人が死亡した[107][108]。

- 2003年7月8日 - スーダン航空139便（B737-2J8C/ST-AFK）が、ポートスーダン新国際空港から離陸する際にエンジン1基が故障した。パイロットは空港への引き返しを試みたが、着陸復航中に墜落した。乗員乗客117人中116人が死亡した[109]。

#### 2005年
- 2005年2月3日 - カーム航空904便（英語版）（B737-242Adv/EX-037）が、カーブル国際空港への着陸進入中に最低降下高度を下回り、墜落した。乗員乗客105人全員が死亡した[110]。

- 2005年8月23日 - TANS ペルー204便（B737-244/OB-1809-P）が、カピタン・ダビー・アベンスル・レンヒフォ空港（英語版）への着陸進入中に空港から3km手前の沼地に墜落した。乗員乗客98人中40人が死亡した[111][112]。

- 2005年8月23日 - マンダラ航空091便（B737-238/PK-RIM）が、ポロニア国際空港からの離陸時に誤ってフラップを出さずに離陸を試み、滑走路をオーバーランした。乗員乗客117人中100人と地上の49人の計149人が死亡した[113][114]。

- 2005年10月22日 - ベルビュー航空210便（B737-2L9/5N-BFN）が、ムルタラ・モハンマド国際空港からの離陸の約15分後に墜落した。乗員乗客117人全員が死亡した[115]

#### 2006年
- 2006年8月23日 - ADC航空53便（B737-2B7/5N-BFK）が、ンナムディ・アジキウェ国際空港からの離陸直後にウィンドシアに遭遇し失速した。機体はトウモロコシ畑に墜落し、乗員乗客105人中96人が死亡した[116][117]。

#### 2007年
- 2007年1月24日 - エア・ウエスト612便（英語版）（B737-2T4/ST-SDA）が、ハルツーム国際空港からの離陸直後にハイジャックされた。最終的にンジャメナ国際空港へ着陸し、ハイジャック犯は降伏したため、乗員乗客103人に死者は無かった[118]。

- 2007年6月28日 -TAAGアンゴラ航空機（B737-2M2/D2-TBP）が、ンバンザ・コンゴ空港（英語版）への着陸時に滑走路をオーバーランした。乗員乗客78人中5人と地上の1人が死亡した[119]

- 2007年11月7日 - ネーションワイド航空（英語版）723便（B737-230/ZS-OEZ）が、ケープタウン国際空港から離陸する際に右エンジンが脱落した。パイロットは直ぐに空港へ引き返し、乗員乗客112人に死者は無かった[120][121]。

#### 2008年
- 2008年8月24日 - イラン・アーセマーン航空6895便（B737-219Adv/EX-009）が、離陸後上昇している際に客室高度警報が作動した。パイロットはマナス国際空港への着陸を試みたが、最低降下高度以下まで降下し墜落した。乗員乗客90人中65人が死亡した[122]。
- 2008年8月27日 - スリウィジャヤ航空62便（英語版）（B737-275/TL-ADM）が、油圧トラブルによりスルタン・タハハ空港（英語版）への着陸時に滑走路をオーバーランした。乗員乗客130人は全員無事だったが、地上の1人が死亡した[123]。
- 2008年8月30日 - コンビアサ航空機（英語版）（B737-291/YV102T）が、コトパクシ国際空港（英語版）への着陸進入中にイリニザ火山へ墜落した。乗員乗客3人全員が死亡した[124]。

#### 2009年
- 2009年4月29日 - バコ航空機（B737-275/TL-ADM）が、コンゴのマサンバ村付近に墜落した。乗員乗客7人全員が死亡した[125]。

### 2010年代

#### 2010年
- 2010年3月1日 - エア・タンザニア（英語版）100便（B737-247/5H-MVZ）が、ムワンザ空港（英語版）への着陸時に滑走路を逸脱し、前脚が破損した。乗員乗客52人は全員無事だった[126][127]。

#### 2011年
- 2011年8月20日 - ファーストエア6560便（B737-210C/C-GNWN）が、レゾリュート・ベイ空港への着陸進入中に滑走路から約2km東の地点に墜落した。乗員乗客15人中12人が死亡した[128][129]。

#### 2012年
- 2012年4月20日 - ボジャ航空213便（英語版）（B737-236A/AP-BKC）が、ベナジル・ブット国際空港への着陸進入中にウィンドシアに遭遇した。その際にパイロットが適切な回復操作を行わなかったため、機体は滑走路から約5.6km手前の地点に墜落。乗員乗客127人全員が死亡した[130][131]。

#### 2018年
- 2018年5月18日 - クバーナ航空972便（B737-201Adv/XA-UHZ）が、ホセ・マルティ国際空港からの離陸直後に墜落した。乗員乗客113人中112人が死亡した[132]。

### 2020年代

#### 2021年
- 2021年7月2日 - トランスエア810便（B737-275C/N810TA）が、ダニエル・K・イノウエ国際空港からの離陸直後にエンジントラブルに見舞われ、太平洋上に不時着水した。乗員2人が重傷を負ったが救助された[133]。

## -300/-400/-500型機

### 1980年代

#### 1988年
- 1988年5月24日 - TACA航空110便（B737-3T0/N75356）が飛行中に激しい雷雨に遭遇し、両エンジンが停止した。パイロットは、アメリカ航空宇宙局のミシュー組立施設（英語版）内にある堤防に機体を着陸させることに成功。乗員乗客45人は全員無事だった[134]。

#### 1989年

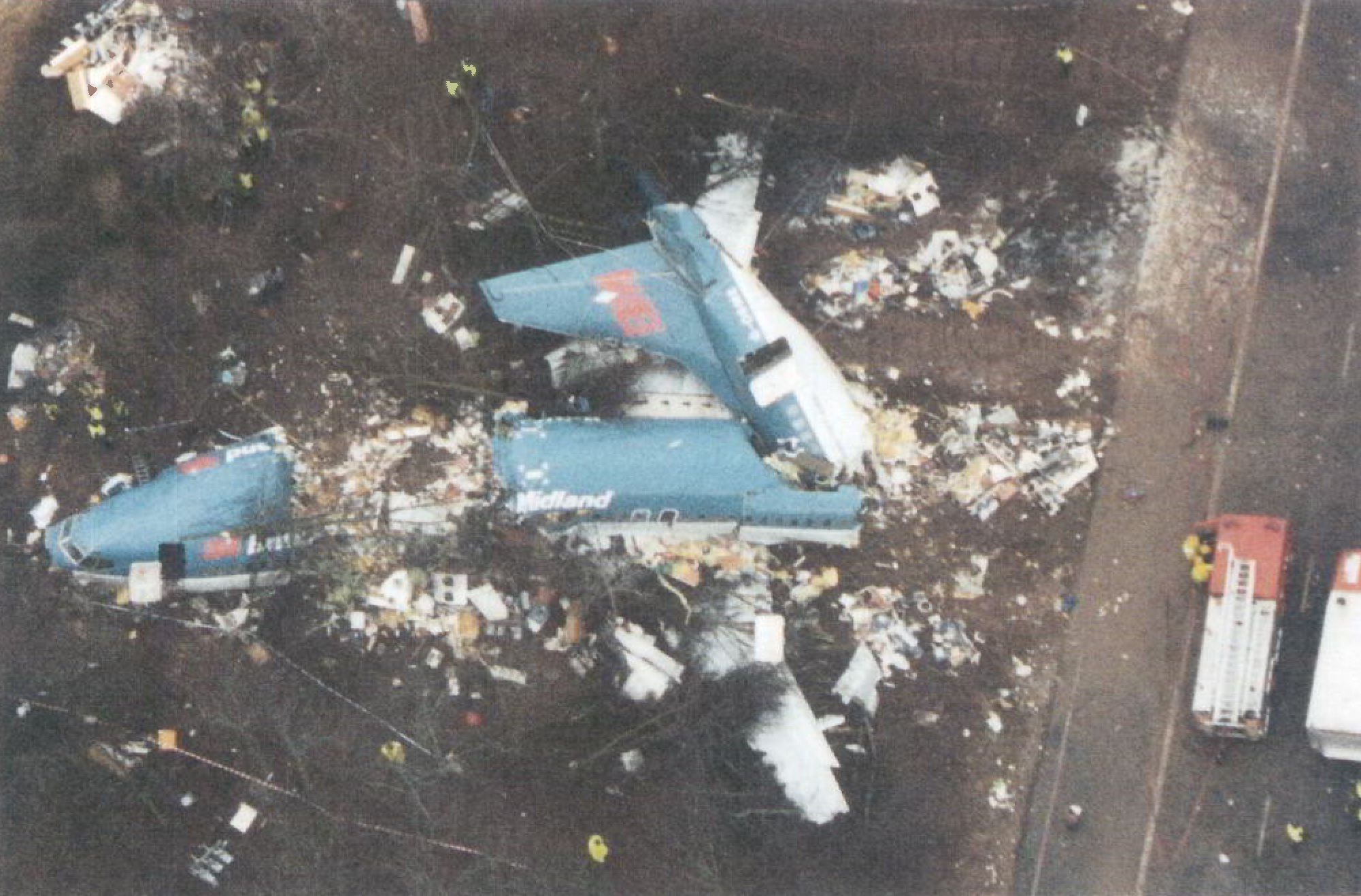
滑走路手前に散乱するブリティッシュ・ミッドランド航空92便の残骸

- 1989年1月8日 - ブリティッシュ・ミッドランド航空92便（B737-3Y0/G-OBME）の第1エンジンが故障し、破損した。しかし、パイロットは誤って第2エンジンを停止させたため、緊急着陸を試みたイースト・ミッドランズ空港の滑走路手前で推力を失い墜落した。乗員乗客126人中47人が死亡した[135]。

- 1989年9月20日 - USエアー5050便（B737-401/N416US）が、ラガーディア空港からの離陸時に方向舵の設定を誤ったため、滑走路から逸脱した。機体はバウリー湾（英語版）に突っ込み大破し、乗員乗客63人中2人が死亡した[136]。

### 1990年代

#### 1990年
- 1990年5月11日 - フィリピン航空143便（英語版）（B737-3Y0/EI-BZG）が、ニノイ・アキノ国際空港に駐機中、燃料タンクが爆発し火災が発生した。機体は全焼し、乗員乗客120人中8人が死亡した[137]。

#### 1991年
- 1991年2月1日 - USエアー1493便（B737-3B7/N388US）が、ロサンゼルス国際空港への着陸時にスカイウェスト航空5569便と地上衝突した。1493便は滑走路を外れ、旧消防庁舎に衝突し炎上した。両機の乗員乗客101人中34人が死亡した[138]。

#### 1992年
- 1992年11月24日 - 中国南方航空3943便（B737-3Y0/B-2523）が、桂林七峰空港（英語版）への着陸進入中に滑走路の25km地点の山に墜落した。乗員乗客141人全員が死亡した[139]。

#### 1993年
- 1993年11月24日 - アシアナ航空733便（B737-5L9/HL7229）が、悪天候の中木浦空港への着陸進入を行っていた際に滑走路から7.5km地点の山に墜落した。乗員乗客116人中68人が死亡した[140]。

#### 1994年
- 1994年9月8日 - USエアー427便（B737-3B7/N513AU）が、ピッツバーグ国際空港への着陸進入を行っていた際に方向舵が誤作動を起こし墜落した。乗員乗客132人全員が死亡した[141]。

- 1994年12月29日 - トルコ航空278便（B737-4Y0/TC-JES）が、ヴァン・フェリト・メレン空港への着陸進入中に滑走路から4km手前に墜落した。乗員乗客76人中57人が死亡した[142]。

#### 1997年
- 1997年5月8日 - 中国南方航空3456便（B737-31B/B-2925）が、深圳黄田国際空港への着陸時にハードランディングした。パイロットは着陸復航を行い、再び着陸を試みたが、機体は大破した。乗員乗客74人中35人が死亡した[143]。

- 1997年12月19日 - シルクエアー185便（B737-36N/9V-TRF）が巡航高度を飛行中に突然急降下した。機体はムシ川に墜落し、乗員乗客104人全員が死亡した[144]。

#### 1998年
- 1998年9月16日 - コンチネンタル航空475便（B737-524/N20643）が、ドン・ミゲル・イダルゴ・イ・コスティージャ国際空港への着陸時に滑走路を逸脱した。機体は全損扱いとなったが、乗員乗客に死者はなかった[145]。

#### 1999年
- 1999年4月7日 - トルコ航空5904便（B737-4Q8/TC-JEP）が、上昇中に一部の計器が誤表示を起こし墜落した。乗員6人全員が死亡した[146]。

### 2000年代

#### 2000年
- 2000年3月5日 - サウスウエスト航空1455便（英語版）（B737-3T5/N668SW）が、ハリウッド・バーバンク空港への着陸時に滑走路をオーバーランした。乗員乗客142人中44人が負傷した[147]。

#### 2001年
- 2001年3月5日 - タイ国際航空114便（英語版）（B737-4D7/HS-TDC）が、ドンムアン空港で原因不明の爆発に見舞われた。同機にはタイの首相が搭乗予定だったが、搭乗前に爆発が発生したため事なきを得た。乗員8人中1人が死亡した[148]。

#### 2002年
- 2002年5月7日 - エジプト航空843便（英語版）（B737-566/SU-GBI）が、チュニス・カルタゴ国際空港への着陸進入中に6.5km手前の丘に墜落した。乗員乗客62人中14人が死亡した[149]。

#### 2004年
- 2004年1月3日 - フラッシュ航空604便（B737-3Q8/SU-ZCF）が、シャルム・エル・シェイク国際空港からの離陸直後に紅海に墜落した。乗員乗客148人全員が死亡した[150]。

#### 2005年
- 2005年6月9日 - USエアウェイズ1170便（B737-3B7/N394US）が、ローガン国際空港でエアリンガス132便（A330-301/EI-ORD）とニアミスを起こした。両機の乗員乗客381人は無事だった[151]。

- 2005年8月14日 - ヘリオス航空522便（B737-31S/5B-DBY）が、飛行中に減圧に見舞われ、パイロットが意識を失った。機体はそのまま飛び続け、グランマティコ（英語版）付近に墜落した。乗員乗客121人全員が死亡した[152]。

#### 2006年
- 2006年1月23日 - コンチネンタル航空1515便（B737-500/不明）が、ジョージ・ブッシュ・インターコンチネンタル空港でエンジンを始動した際に整備士がエンジンに吸い込まれた。乗員乗客に怪我は無かったが整備士が死亡した[153][154][155]。

- 2006年6月15日 - TNT航空325N便（B737-301F/OO-TND）が、イースト・ミッドランズ空港への着陸時に滑走路脇の草地に着陸した。パイロットは着陸復航を行ったが、右主脚が脱落した。325便はその後バーミンガム空港へ緊急着陸を行ったが、乗員2人に怪我はなかった[156]。

- 2006年10月3日 - トルコ航空1476便（英語版）（B737-4Y0/TC-JET）が、ギリシャ上空を飛行中にハイジャックされた。ハイジャック犯は機体をイタリアのブリンディジへ着陸させた。犯人はイタリアで逮捕され、乗員乗客113人は全員無事だった[157]。

#### 2007年
- 2007年1月1日 - アダム航空574便（B737-4Q8/PK-KKW）が、悪天候下を飛行中に急降下しマカッサル海峡付近に墜落。乗員乗客102人が死亡した[158]。

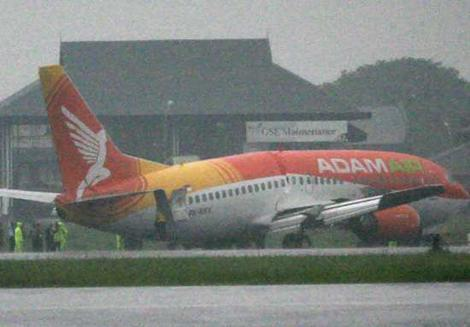
大破したアダム航空172便

- 2007年2月21日 - アダム航空172便（英語版）（B737-33A/PK-KKV）が、ジュアンダ国際空港への着陸時に機体を大破させた。乗員乗客149人は全員無事だった[159]。

- 2007年3月7日 - ガルーダ・インドネシア航空200便（B737-497/PK-GZC）が、アジスチプト国際空港への着陸時に滑走路をオーバーランした。乗員乗客140人中21人が死亡した[160]。

#### 2008年
- 2008年9月14日 - アエロフロート・ノルド821便（B737-505/VP-BKO）が、ぺルミ国際空港への着陸進入中に空港から11km地点に墜落した。乗員乗客88人全員が死亡した[161]。

- 2008年12月20日 - コンチネンタル航空1404便（B737-524/N18611）が、デンバー国際空港からの離陸時に滑走路を逸脱した。機体は炎上したものの、乗員乗客115人は全員無事だった[162]。

#### 2009年
- 2009年7月13日 - サウスウエスト航空2294便（英語版）（B737-3H4/N387SW）が、飛行中に機体が破損し急減圧が生じた。そのためパイロットはチャールストンへ緊急着陸を行った。乗員乗客131人は全員無事だった[163]。

### 2010年代

#### 2010年
- 2010年4月13日 - メルパチ・ヌサンタラ航空836便（B737-322/PK-MDE）が、レンダニ空港（英語版）への着陸時に滑走路をオーバーランした。乗員乗客109人中44人が負傷したが、死者はなかった[164]。

- 2010年11月2日 - ライオン・エア712便（B737-4Y0/PK-LIQ）が、スパディオ空港への着陸時に滑走路をオーバーランした。乗員乗客175人は全員無事だった[165]。

#### 2011年
- 2011年4月1日 - サウスウエスト航空812便（B737-3H4/N632SW）が、アリゾナ州ユマ上空を飛行中に機体が破損し、急減圧が発生した。パイロットはユマ国際空港（英語版）へ機体を緊急着陸させた。乗員乗客123人中2人が負傷したが、死者はなかった[166]。

#### 2013年
- 2013年11月17日 - タタールスタン航空363便（B737-53A/VQ-BBN）が、カザン国際空港での着陸復航中に急降下し墜落した。乗員乗客50人全員が死亡した[167]。

#### 2015年
- 2015年11月12日 - アビア・トラフィック・カンパニー768便（英語版）（B737-53A/EX-37005）が、オシュ空港への着陸時にハードランディングし、滑走路を逸脱した。乗員乗客159人中14人が負傷した[168]。

#### 2016年
- 2016年8月5日 - ASL航空ハンガリー7332便（B737-476SF/HA-FAX）が、ベルガモ・オーリオ・アル・セーリオ空港への着陸時に滑走路をオーバーランした。乗員2人に怪我はなかったが、機体は全損扱いとなった[169]。

#### 2017年
- 2017年3月28日 - ペルビアン航空112便（B737-3M8/OB-2036-P）が、フランシスコ・カルレ空港への着陸時に滑走路を逸脱した。乗員乗客150人中39人が負傷した[170]。

### 2020年代

#### 2021年
- 2021年1月9日 - スリウィジャヤ航空182便（B737-524/PK-CLC）が、スカルノ・ハッタ国際空港からの離陸直後に墜落した。乗員乗客62人全員が死亡した[171]。

#### 2024年
- 2024年11月25日-リトアニアのビリニュス空港に着陸しようとしていたDHLのスウィフトエア5960便（B737-476SF/EC-MFE）が墜落し民家に衝突した。乗員4人のうち1名が死亡した。民家にいた人は無事だった[172]。

## -600/-700/-800/-900型機

### 2000年代

#### 2005年

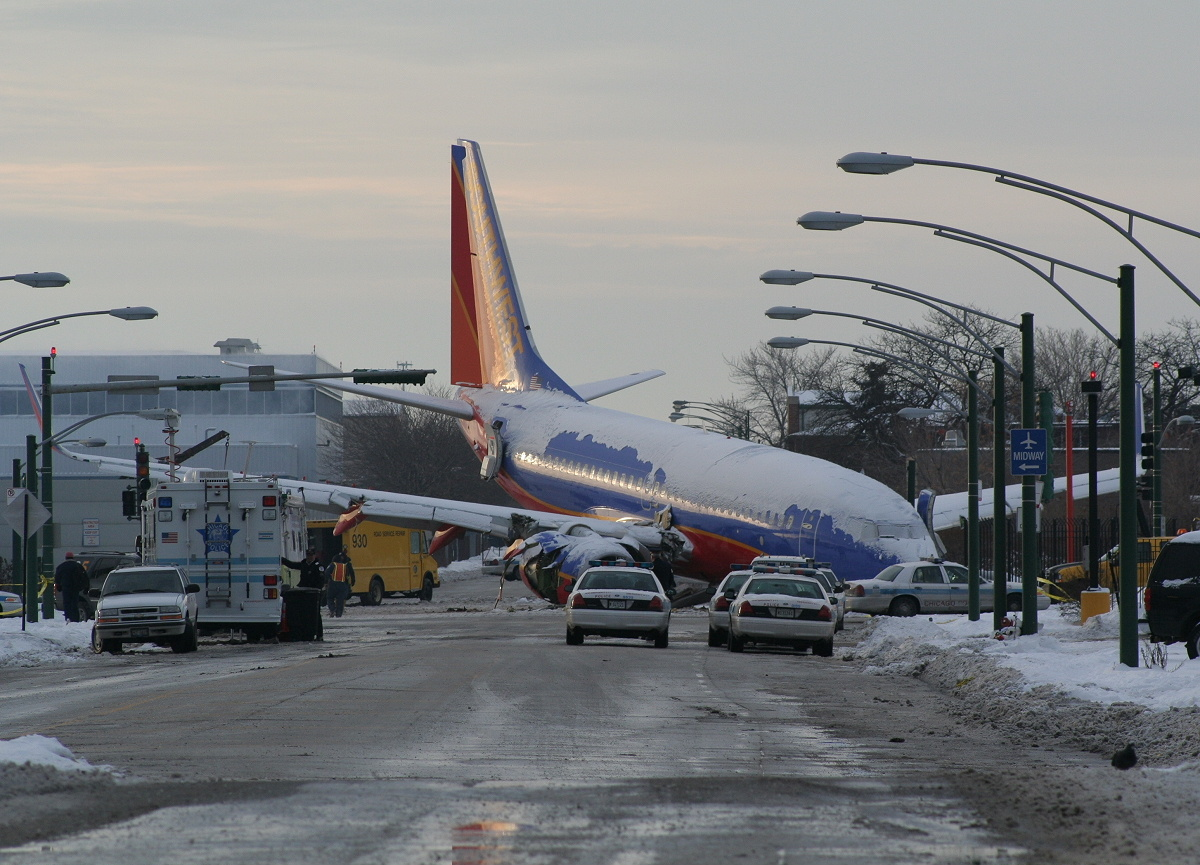
オーバーランしたサウスウエスト航空1248便

- 2005年12月8日 - サウスウエスト航空1248便（B737-7H4/N471WN）がシカゴ・ミッドウェー国際空港への着陸時に滑走路をオーバーランした。乗員乗客103人は全員無事だったが、地上の1人が死亡した[173]。

#### 2006年
- 2006年9月29日 - ゴル航空1907便（B737-8EH/PR-GTD）が、ブラジル上空37,000フィート (11,000 m)を飛行中に、エクセルエア回送便（エンブラエル・レガシー600/N600XL）と空中衝突し、左翼の半分ほどが切断された。1907便は操縦不能に陥り墜落し、回送便は付近のブラジル空軍基地に着陸した。1907便の乗員乗客154人全員が死亡した[174]。

#### 2007年
- 2007年5月5日 - ケニア航空507便（B737-8AL/5Y-KYA）が、ドゥアラ国際空港を離陸直後に右に大きく傾いた状態で空港の南東にある沼地に墜落した。乗員乗客114人全員が死亡した[175]。

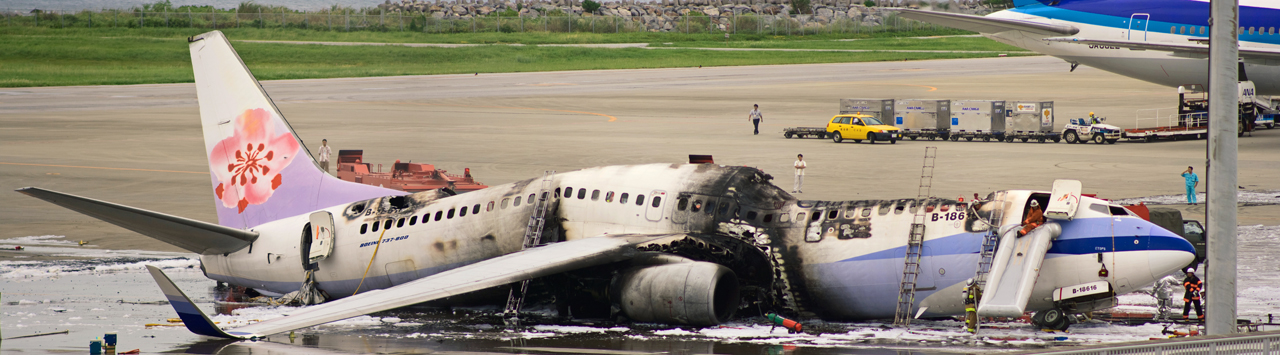
炎上したチャイナエアライン120便の残骸

- 2007年8月20日 - チャイナエアライン120便（B737-809/B-18616）が、那覇空港の駐機スポットへ移動した後、第2エンジンから出火した。火は第1エンジンにも燃え広がり、機体は爆発、炎上した。乗員乗客165人は全員無事だった[176][177]。

#### 2008年
- 2008年11月10日 - ライアンエアー4102便（英語版）（B737-8AS/EI-DYG）が、ローマ・チャンピーノ空港への最終進入中にバードストライクを起こし、両エンジンが停止した。パイロットは復航を行おうとしたが、機体は降下を続け、テールストライクしながら着陸した。乗員乗客172人は全員無事だった[178][179][180][181]。

#### 2009年

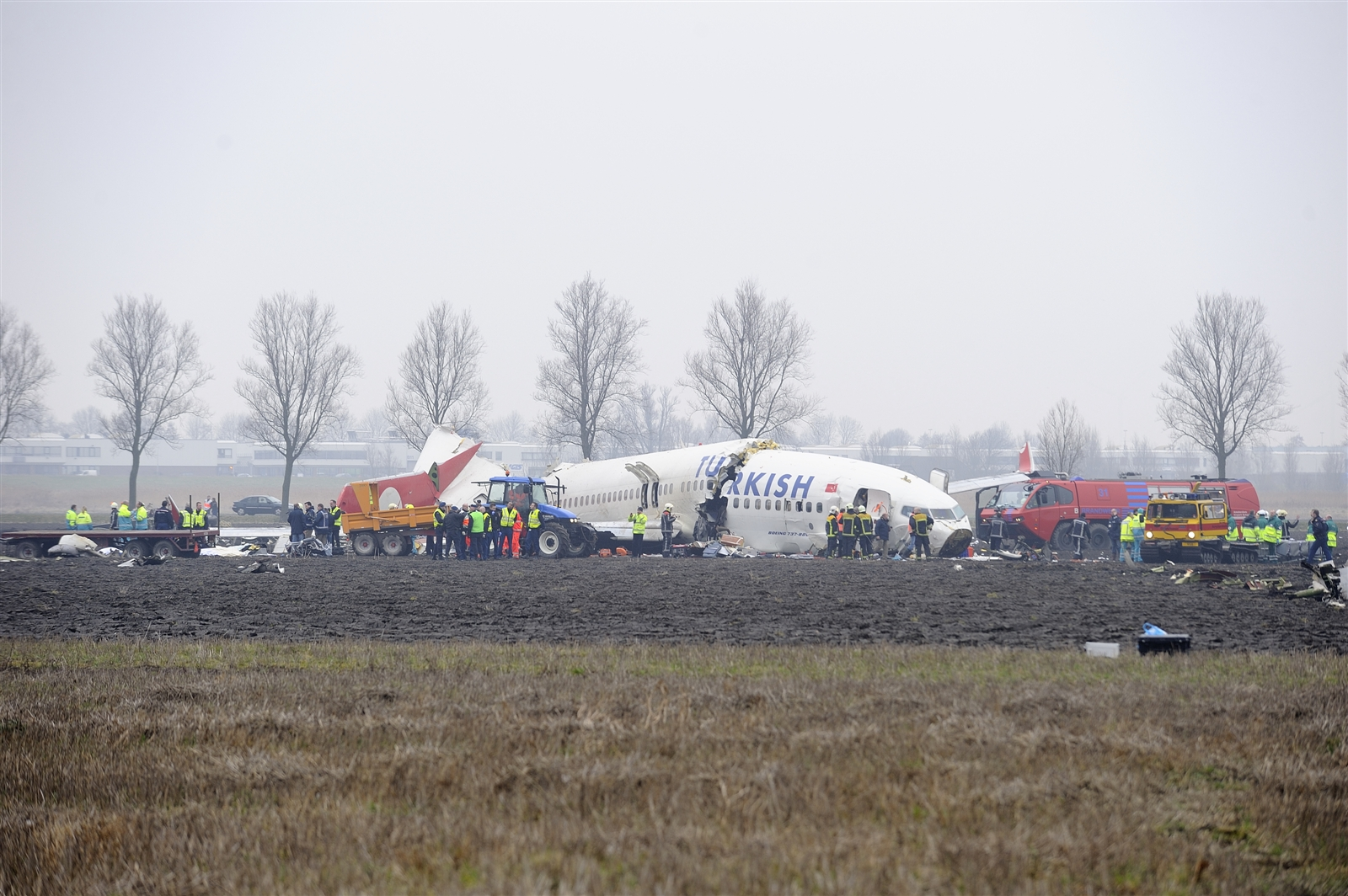
墜落したトルコ航空1951便

- 2009年2月25日 - トルコ航空1951便（B737-8F2/TC-JGE）が、アムステルダム・スキポール空港への着陸進入中に、電波高度計の故障により自動操縦が機首上げを行った。パイロットはそれに気付かず、機体は失速し墜落した。乗員乗客135人中9人が死亡した[182][183]。

- 2009年12月22日 - アメリカン航空331便（B737-823/N977AN）が、ノーマン・マンレー国際空港への着陸時に、滑走路をオーバーランした。機体はカリブ海手前の海岸で大破した。乗員乗客154人は全員無事だった[184]。

### 2010年代

#### 2010年
- 2010年1月25日 - エチオピア航空409便（B737-8AS/ET-ANB）が、ラフィク・ハリリ国際空港からの離陸直後に機体のコントロールを失った。機体は地中海に墜落し、乗員乗客90人全員が死亡した[185][186][187]。

- 2010年5月22日 - エア・インディア・エクスプレス812便（B737-8HG/VT-AXV）が、マンガロール国際空港（英語版）への着陸時に滑走路をオーバーランした。機体は崖から滑落し大破、炎上した。乗員乗客166人中158人が死亡した[188][189][190][191]。

- 2010年8月16日 - アイレス航空8250便（B737-73V/HK-4682）が、グスタボ・ロハス・ピニージャ国際空港への着陸時に滑走路手前に接地した。機体は分断したが火災は発生しなかった。乗員乗客131人中2人が死亡した[192][193]。

#### 2011年
- 2011年7月30日 - カリビアン航空523便（B737-8BK/9Y-PBM）が、チェディ・ジェーガン国際空港への着陸時に滑走路をオーバーランした。乗員乗客163人中7人が負傷した[194][195][196][197][198]。

- 2011年9月6日 - 全日空140便（B737-781/JA16AN）が、和歌山県沖を飛行していた際に急傾斜し、ほぼ背面飛行状態に陥った。乗員乗客117人中2人が負傷した[199][200]。

#### 2012年
- 2012年10月14日 - コレンドン航空（英語版）733便（B737-8KN/TC-TJK）が、アンタルヤ空港でのプッシュバック中に火災に見舞われた。乗員乗客196人中27人が負傷した[201]。

#### 2013年
- 2013年4月13日 - ライオン・エア904便（B737-8GP/PK-LKS）が、ングラ・ライ国際空港への着陸進入中に滑走路手前の海に墜落した。乗員乗客108人中46人が負傷した[202][203]。

- 2013年7月22日 - サウスウエスト航空345便（英語版）（B737-7H4/N753SW）が、ラガーディア空港への着陸時に着陸装置を破損させた。ノーズギアが折れ、機体は前のめりの状態で停止した。乗員乗客150人中9人が負傷した[204]。

#### 2016年
- 2016年3月19日 - フライドバイ981便（B737-8KN/A6-FDN）が、ロストフ・ナ・ドヌ空港（英語版）での着陸復航中に急降下し墜落した。乗員乗客62人全員が死亡した[205][206]。

- 2016年3月19日 - バティック・エア7703便（英語版）（B737-8GP/PK-LBS）が、ハリム・ペルダナクスマ国際空港からの離陸時にトランスヌサ（英語版）機（ATR 42-600/PK-TNJ）と衝突した。両機の乗員乗客60人に怪我はなかったが、トランスヌサ機は全損扱いとなった[207][208][209]。

- 2016年8月27日 - サウスウエスト航空3472便（英語版）（B737-7H4/N766SW）が、メキシコ湾上空を飛行中にエンジン1基が破損した。パイロットはペンサコーラ国際空港（英語版）への緊急着陸を行った。乗員乗客104人に怪我はなかった[210]。

#### 2018年
- 2018年1月13日 - ペガサス航空8622便（B737-82R/TC-CPF）が、トラブゾン空港（英語版）への着陸時に滑走路を逸脱した。機体は崖から滑り落ちたが、乗員乗客168人に怪我はなかった[211]。

- 2018年4月17日 - サウスウエスト航空1380便（B737-7H4/N772SW）が、ペンシルベニア州上空を飛行中にエンジンが爆発し、急減圧が発生した。乗員乗客149人中1人が死亡した[212]。

- 2018年8月16日 - 厦門航空8667便（英語版）（B737-85C/B-5498）が、ニノイ・アキノ国際空港への着陸時に滑走路を逸脱した。乗員乗客165人に怪我はなかった[213]。

- 2018年9月1日 - UTエアー579便（B737-8AS/VQ-BJI）が、ソチ国際空港への着陸時に滑走路をオーバーランした。乗員乗客170人中18人が負傷し、空港職員1人が死亡した[214]。

- 2018年9月28日 - ニューギニア航空73便（B737-8BK/P2-PXE）が、チューク国際空港への着陸進入中に滑走路手前のラグーンに着水した。乗員乗客47人中1人が死亡した[215]。

#### 2019年
- 2019年5月3日 - マイアミ・エア・インターナショナル293便（B737-81Q/N732MA）が、ジャクソンビル海軍航空基地への着陸時に滑走路をオーバーランし、セントジョンズ川に着水した。乗員乗客143人中21人が負傷した[216]。

### 2020年代

#### 2020年
- 2020年1月8日 - ウクライナ国際航空752便（B737-8KV/UR-PSR）が、エマーム・ホメイニー国際空港からの離陸直後にイスラム革命防衛隊の地対空ミサイルにより撃墜された。乗員乗客176人全員が死亡した[217]。

- 2020年2月5日 - ペガサス航空2193便（B737-86J/TC-IZK）が、サビハ・ギョクチェン国際空港への着陸時に滑走路をオーバーランした。乗員乗客186人中3人が死亡した[218]。

- 2020年8月7日 - エア・インディア・エクスプレス1344便（B737-8HG/VT-AXH）が、カリカット国際空港への着陸時に滑走路をオーバーランした。乗員乗客190人中18人が死亡した[219]。

#### 2022年
- 2022年3月21日 - 中国東方航空5735便（B737-89P/B-1791）が、巡航高度を飛行していた際に急降下し、中国南部広西チワン族自治区梧州市の山間部に墜落した。乗員乗客132名全員が死亡した[220]。

#### 2024年
- 2024年12月29日 - チェジュ航空2216便（B737-8AS/HL8088）が韓国南西部の務安国際空港に胴体着陸した際、滑走路端の外壁に衝突し大破した。乗員乗客181人中179人が死亡した[221]。

## MAX7/MAX8/MAX9型機

### 2010年代

#### 2018年
- 2018年10月29日 - ライオン・エア610便（B737-MAX8/PK-LQP）が、スカルノ・ハッタ国際空港からの離陸直後に操縦特性補助システム（英語版）が誤作動を起こし、ジャワ海に墜落した。乗員乗客189人全員が死亡し、B737型機全体を通して最悪の事故となった[222][223][224][225][226]。

#### 2019年
- 2019年3月10日 - エチオピア航空302便（B737-MAX8/ET-AVJ）が、ボレ国際空港からの離陸直後に墜落した。乗員乗客157人全員が死亡。前述のライオン・エア機の事故とこの事故を受けて、ボーイング737-MAX 8は全機が飛行停止処分に置かれた[227][228][229]。

### 2020年代

#### 2024年
- 2024年1月5日 - アラスカ航空1282便 (B737-MAX9/N704AL) が、ポートランド国際空港から離陸6分後に機体後部の非常ドア準備工事部が飛散、急減圧が発生した。機体は緊急降下および緊急着陸に成功し、乗員・乗客177名は生還したが、その一部に負傷者が出た。この事故を受け、アメリカ連邦航空局 (FAA) は耐空性改善通知 (AD) を発令し、事故機と同仕様の737-MAX9型機について一時的な飛行停止および緊急点検をオペレーター各社に指示した[230]。

### 註釈
1. ↑  この事件で、パンアメリカン航空110便（B707-321B/N407PA）も攻撃され乗員乗客177人中30人が死亡している
2. ↑  2018年現在、ハイジャック犯が何者で、コックピットで何があったかは、解明されていない。また、クアラルンプール空港の関係者によると、パイロットがハイジャック犯は日本赤軍のメンバーだと報告していた。
3. ↑  Camair coとは異なる
4. ↑  C-130輸送機も数機被害を受けた
5. ↑  タイ国際航空とは異なる